# Glenn Weiner
Glenn Weiner (* 27. April 1976 in Johannesburg, Südafrika) ist ein ehemaliger US-amerikanischer Tennisspieler.

## Karriere
Sein erstes Match auf der ATP Tour gewann Weiner 1997 bei den Infiniti Open, wo er Bob Bryan besiegte. Obwohl Weiner beim Turnier auf Platz 280 der Weltrangliste stand, hätte er den Wimbledon-Sieger des Vorjahres, Richard Krajicek, in der zweiten Runde beinahe geschlagen. Er hatte vier Matchbälle, konnte aber keinen davon umwandeln und verlor im Tie-Break des dritten Satzes. Nur wenige Wochen später schlug Weiner die Nummer 36 der Welt, Thomas Johansson, in Indianapolis.
2001 stand er mit André Sá im Finale von Newport, unterlagen dort aber gegen die Bryan-Zwillinge. In diesem Jahr erreichte er auch das Viertelfinale der Auckland.
Er besiegte seinen Landsmann Jeff Salzenstein bei den Australian Open 2004. Das war das einzige Mal, dass er die zweite Runde eines Grand-Slam-Turniers im Einzel erreichte. Im Doppel kam er zweimal in die zweite Runde von Wimbledon.
2006 spielte er das letzte Mal regelmäßig Turniere.

## Erfolge
| Legende                       |
| Grand Slam                    |
| Tennis Masters Cup            |
| ATP Masters Series            |
| ATP International Series Gold |
| ATP International Series      |
| ATP Challenger Series (11)    |

### Doppel

#### Turniersiege

##### ATP Challenger Series
| Nr. | Datum              | Turnier        | Belag     | Partner            | Finalgegner                       | Ergebnis         |
| --- | ------------------ | -------------- | --------- | ------------------ | --------------------------------- | ---------------- |
| 1.  | 17. Mai 1997       | Curitiba       | Sand      | Herbert Wiltschnig | Eduardo Medica Mariano Puerta     | 6:3, 6:4         |
| 2.  | 9. August 1997     | Belo Horizonte | Hartplatz | Gabriel Trifu      | Nelson Aerts André Sá             | 1:6, 6:3, 6:4    |
| 3.  | 4. Juli 1998       | Denver         | Hartplatz | Michael Hill       | Justin Bower Troy Budgen          | 7:6, 6:4         |
| 4.  | 26. Januar 2002    | Waikoloa       | Hartplatz | Gabriel Trifu      | James Blake Justin Gimelstob      | 6:4, 4:6, 6:4    |
| 5.  | 13. April 2002     | Calabasas      | Hartplatz | Paul Rosner        | Justin Gimelstob Paul Goldstein   | 6:2, 4:6, 7:64   |
| 6.  | 3. August 2002     | Lexington      | Hartplatz | Jack Brasington    | Brandon Coupe Eric Taino          | 6:2, 4:6, 7:5    |
| 7.  | 22. November 2002  | Champaign      | Hartplatz | Gabriel Trifu      | Eric Taino Martin Verkerk         | 6:3, 6:2         |
| 8.  | 6. November 2004   | Homestead      | Hartplatz | Gabriel Trifu      | Huntley Montgomery Tripp Phillips | 5:7, 7:5, 6:2    |
| 9.  | 24. September 2005 | Lubbock        | Hartplatz | Hugo Armando       | Jan-Michael Gambill Scott Oudsema | 5:7, 6:2, 7:67   |
| 10. | 15. Oktober 2005   | Quito          | Ton       | Hugo Armando       | Paul Capdeville Adrián García     | 6:3, 6:1         |
| 11. | 8. April 2006      | Tallahassee    | Hartplatz | Rik De Voest       | Tripp Phillips Bobby Reynolds     | 3:6, 6:3, [10:0] |

#### Finalteilnahmen
| Nr. | Datum         | Turnier | Belag | Partner  | Finalgegner          | Ergebnis |
| --- | ------------- | ------- | ----- | -------- | -------------------- | -------- |
| 1.  | 15. Juli 2001 | Newport | Rasen | André Sá | Bob Bryan Mike Bryan | 6:3, 7:5 |